# Zbigniew Nitecki
Zbigniew H. Nitecki (* 12. Mai 1946 in Plymouth) ist ein US-amerikanischer Mathematiker.
Nitecki ging in Chicago zur Schule und studierte an der University of Chicago Mathematik mit dem Bachelorabschluss 1962 und an der University of California, Berkeley, mit dem Masterabschluss 1967 und der Promotion bei Stephen Smale 1969 (The orbit structure of endomorphisms). Als Post-Doktorand war er bis 1971 Gibbs-Instructor an der Yale University. 1971 wurde er Assistant Professor am City College of New York und 1972 an der Tufts University, wo er 1975 Associate Professor und 1980 Professor wurde.
Er war unter anderem Gastwissenschaftler an der Universität Göttingen, am IHES, der University of Warwick und der Universität Nizza.
Er befasst sich mit Dynamischen Systemen (speziell in den ein und zwei Dimensionen), Theorie der Zöpfe, kombinatorischer und geometrischer Gruppentheorie, Graphentheorie und zellulären Automaten.
Seit 1956 ist er US-amerikanischer Staatsbürger.

## Schriften
- On semi-stability for diffeomorphisms, Inventiones math. 14 (1970) 83-122
- Differentiable Dynamics: an Introduction to the Orbit Structure of Diffeomorphisms, MIT Press 1971
- mit Michael Shub: Filtrations, decompositions and explosions, Amer. J. Math. 97 (1976) 1029-1047
- Explosions in completely unstable flows, Trans. Amer. Math. Soc. 245 (1978) 43-88
- mit Robert Devaney: Shift automorphisms in the Henon mapping, Commun. Math. Phys. 67 (1979) 137-146
- mit E. Coven: Non-wandering sets of the powers of maps of the interval,    Ergodic Theory & Dyn. Syst. 1 (1980) 9-31
- Recurrent structure of completely unstable flows on surfaces of finite Euler characteristic, Amer. J. Math. 103 (1981) 143-180
- mit J. Kotus, M. Krych: Global structural stability of flows on open surfaces,     Memoirs Amer. Math. Soc., Band 37, 1982
- Topological dynamics on the interval, in Anatole Katok (Hrsg.) Ergodic Theory and Dynamical Systems II, Birkhäuser 1982, S. 1–73
- mit M. Guterman: Differential Equations---A First Course, Saunders College Publ., 1984, 3. Auflage 1992
- mit Michał Misiurewicz: Combinatorial patterns for maps of the interval,     Memoirs Amer. Math. Soc., Band 94, 1991.
- mit D. Benardete, M. Gutierrez: Braids and the Nielsen-Thurston classification, J. Knot Theory and its Ramifications 4 (1995) 549-618
- mit F. Przytycki: Preimage entropy of mappings, Int. J. Bifurcation & Chaos, 9 (1999), 1815-1844
- mit X. Jarque: Hamiltonian stability in the plane, Ergodic Theory & Dyn. Syst. 20 (2000), 775-799